# Maria Tudor (Hugo)
Maria Tudor (Marie Tudor) è un dramma dello scrittore francese Victor Hugo, incentrato sulla figura di Maria I d'Inghilterra. L'opera fu scritta dal drammaturgo tra l'agosto e l'ottobre 1833 e fece il suo debutto sulle scene il 6 novembre dello stesso anno al Théâtre de la Porte Saint-Martin di Parigi.

## Trama
Londra, 1553. Maria Tudor, figlia di Enrico VIII e prima regina cattolica d'Inghilterra dai tempi dell'Atto di Supremazia del 1534, si è invaghita dell'avventuriero Fabiano Fabiani. La corte non vede di buon occhio la relazione tra la regina e il favorito e i cortigiani tramano contro di lui per causarne la rovina. A guidare la cospirazione ci pensa Simon Renard, l'ambasciatore di Carlo V di Spagna, che ha il compito di assicurare le nozze tra la regina inglese e il futuro Filippo II.
Fabiano intanto ha sedotto la bella Jane, una giovane orfana adottata da Gilbert, che ora intende sposarla. Fabiano scopre però che Jane è l'erede di Lord Talbot che, prima di essere assassinato, aveva lasciato tutti i suoi possedimenti alla regina. Per evitare il matrimonio ed impedire che Maria perda i possedimenti di Lord Talbot, Fabiano rivela a Gilbert di essere l'amante di Jane e l'uomo decide di vendicarsi alleandosi a Simon Renard. Gilbert svela a Jane il segreto delle sue origini e pretende che la regina restituisca alla giovane gli averi di famiglia, in modo che possa avere una dote per sposarsi con Fabiani. La notizia del fidanzamento tra il favorito e Jane manda su tutte le furie Maria, che si sente ferita e tradita: la monarca fa imprigionare sia l'amato che Gilbert con l'accusa di lesa maestà.
Ma Maria ama ancora l'uomo che l'ha tradita e continua a posticipare l'esecuzione di Fabiani. La regina incontra Jane e le ordina di organizzare in segreto l'evasione di Fabiani, ma nel frattempo la ragazza si è innamorata per davvero di Gilbert e fa liberare il padre adottivo invece che il favorito della monarca. La vigilia dell'esecuzione, in un ultimo disperato tentativo per salvare l'amato e placare la sete di sangue del popolo, Maria organizza uno scambio di persona e ordina l'esecuzione di Gilbert invece che quella di Fabiani. Renard, prevedendo la mossa, riesce a scambiare nuovamente i prigionieri. La mattina seguente Maria scopre con orrore che Fabiani è stato giustiziato e si accorge che neanche il potere di una regina può nulla contro il tributo di sangue richiesto dal popolo per il funzionamento dello Stato.

## Origini
Nell'aprile del 1833 Charles Jean Harel, direttore del Théâtre de la Porte-Saint-Martin, interruppe le rappresentazioni della tragedia di Hugo Lucrezia Borgia, nonostante il grande successo di pubblico che l'opera riscontrava. Hugo fu indispettito dalla cancellazione dalla programmazione del suo testo ed era riluttante ad affidare una sua nuova opera ad Harel. Tuttavia, esigenze contrattuali gli imponevano di scrivere un nuovo dramma per il Théâtre de la Porte-Saint-Martin entro settembre. Hugo cominciò a scrivere Maria Tudor l'8 agosto e il dramma ebbe la sua prima al teatro il 6 novembre. A differenza dell'opera precedente, Maria Tudor si rivelò solo un modesto successo e l'opera fu accolta tiepidamente dal pubblico. Tra il novembre del 1833 e il marzo successivo, Maria Tudor fu messo in scena per quarantadue repliche e fu successivamente riproposto al teatro nel 1873, questa volta con un maggior successo.

## Adattamenti
Maria Tudor ha ricevuto due adattamenti operistici. Il primo fu The Armourer of Nantes (1863), con la partitura di Michael William Balfe su libretto di  J. V. Bridgeman; il secondo, Maria Tudor, fece il suo debutto nel 1879, musicato da Antônio Carlos Gomes su libretto di Emilio Praga.
Nel 1912 il regista Albert Capellani portò il dramma di Hugo al cinema con il film muto Marie Tudor, mentre nel 1966 Abel Gance ne ha diretto un omonimo adattamento televisivo.
Marie Tudor fu anche d'ispirazione ad Oscar Wilde nella stesura de La duchessa di Padova.